# Franciszek Michejda

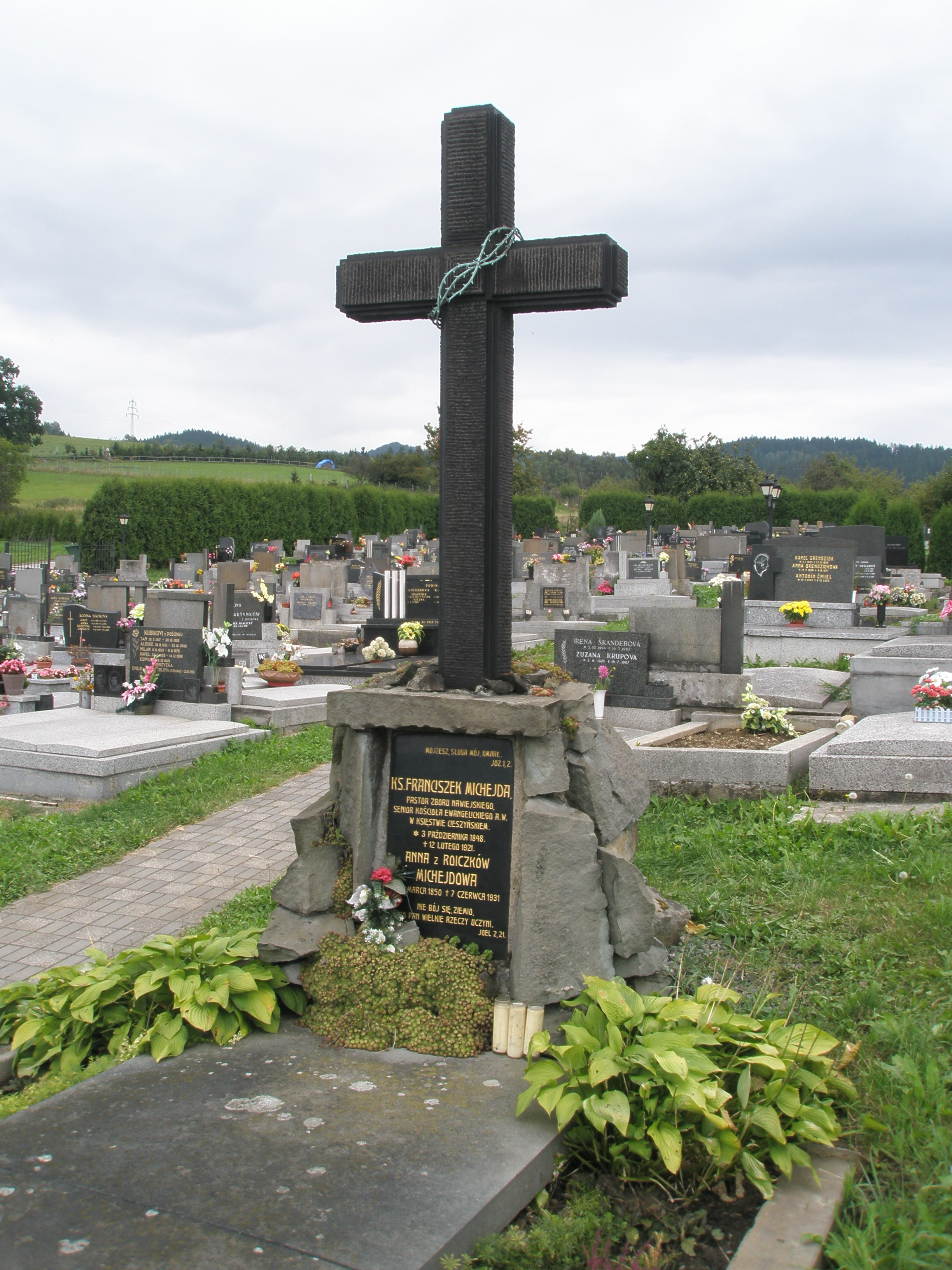
Grób Franciszka Michejdy

Franciszek Michejda (ur. 3 października 1848 w Olbrachcicach na ówczesnym Śląsku Austriackim, zm. 12 lutego 1921 w Nawsiu, w Czechosłowacji) – polski duchowny ewangelicko-augsburski, działacz narodowy na Śląsku Cieszyńskim, członek korespondent Towarzystwa Muzeum Narodowego Polskiego w Rapperswilu od 1895 roku.

## Życiorys
Był najstarszym z siedmiu synów Franciszka Michejdy i jego pierwszej żony Anny z domu Czech; bratem Jana Michejdy, Karola Michejdy i Jerzego Michejdy. Naukę szkolną odbył w szkole ludowej w Olbrachcicach. Później uczył się w gimnazjum ewangelickim w Cieszynie. Ukończył je w 1867 roku. Następnie studiował teologię na Wydziale Teologii Ewangelickiej w Wiedniu, później w Lipsku i Jenie. Po zakończeniu studiów był wikariuszem w Bielsku, później w Brygidowie koło Stryja, by 1874 roku powrócić na Śląsk Cieszyński. Został wtedy pastorem zboru w Nawsiu, którym był do końca życia. Po I wojnie światowej został seniorem zborów ewangelickich Śląska Cieszyńskiego.
Wspierał wiele instytucji gospodarczych oraz towarzystw oświatowych. Był współzałożycielem „Przyjaciela Ludu” i „Dziennika Cieszyńskiego” oraz redaktorem „Przeglądu Politycznego” i „Rolnika Śląskiego”. Był prezesem Towarzystwa Ewangelickiego Oświaty Ludowej w Cieszynie, które wydawało polskie książki rozpowszechniane m.in. na Mazurach. Odegrał ważną rolę w organizowaniu Gazety Ludowej w Ełku w 1886 roku, współpracując w tej sprawie z Antonim Osuchowskim. Był członkiem Ligi Narodowej.

## Życie prywatne
Ożenił się z Anną z Roiczków, miał 5 synów i córki. Jego synami byli m.in. Władysław i Tadeusz, a wnukiem Andrzej Rieger.

## Upamiętnienie
18 listopada 2013 roku Sejmik Województwa Śląskiego podjął uchwałę upamiętniającą zasłużonego pastora, współtwórcę ruchu narodowego i oświatowego na Śląsku Cieszyńskim. Treść uchwały wskazuje między innymi, że:

„ks. Michejda otoczony jest powszechnym szacunkiem i estymą wśród mieszkańców Ziemi Cieszyńskiej, w tym Zaolzia znajdującego się na terenie Republiki Czeskiej. Jego spuścizna jako działacza narodowego i oświatowego zasługuje na upowszechnienie wśród mieszkańców całego Śląska.”

Przed podjęciem uchwały laudację na temat pastora wygłosił wicewojewoda śląski, Piotr Spyra. Prelegent mówił między innymi, że znaczenie Michejdy jest porównywalne z urodzonym 25 lat później Wojciechem Korfantym, zdaniem Spyry:

„Taką rolę, jak dla Górnego Śląska pod panowaniem pruskim odgrywał Wojciech Korfanty, taką dla Śląska Cieszyńskiego odegrał ks. Michejda”

Podobne były też ich drogi życiowe. Obaj działali w polskich organizacjach oświatowych, dokonywali podobnych wyborów politycznych związanych z działalnością w obozie narodowym i podobnie istotny był ich wpływ na ówczesne polskie organizacje polityczne. Za porażkę ks. Michejdy uznał fakt włączenia po I wojnie światowej Zaolzia w granice państwa czechosłowackiego.